# Fredrik Koch
John Axel Fredrik Koch, född 7 april 1907 i Uppsala, död 8 juni 1983 i Almundsryd, Kronobergs län, var en svensk läkare. 
Han var son till John Koch och Ebba Segerström.  Fredrik Koch blev medicine licentiat 1935, medicine doktor i Lund 1944, var biträdande lärare i kirurgi vid Lunds universitet 1947–1956 och docent i kirurgi där från 1948. Han var biträdande lasarettsläkare vid Malmö allmänna sjukhus 1946–1956, överläkare vid kirurgiska kliniken vid Kristianstads lasarett från 1956 och styresman där från 1962. 
Koch blev marinläkare av första graden i Marinläkarkårens reserv 1942. Han var hedersledamot av Association of Military Surgeons of the United States och korresponderande ledamot av Kungliga Örlogsmannasällskapet (1958). Han författade skrifter i kirurgi samt tidningsartiklar med sjökrigshistoriskt innehåll.
Koch är begravd på Norra kyrkogården i Lund. Han var gift med Kerstin Hadding 1936–1954 och med Gaby Stenberg från 1962 samt bror till Hjalmar Koch.